# Marrit Steenbergen
Marrit Steenbergen (* 11. Januar 2000 in Ooststellingwerf, Provinz Friesland) ist eine niederländische Schwimmsportlerin. Sie ist vierfache Weltmeisterin (2022–2025) und dreifache Olympiateilnehmerin (2016, 2021, 2024).

## Karriere
Steenbergen gewann ihre ersten internationalen Medaillen bei den Europaspielen in Baku fünf Silbermedaillen – über 50 und 200 m Freistil sowie mit der niederländischen 4 × 100-m- und der 4 × 200-m-Freistilstaffel und schließlich im 4 × 100-m-Lagenquartett. Gold gab es in der Königsdisziplin 100 m Freistil in 53,97 s.
Bei den Schwimmweltmeisterschaften 2015 im russischen Kasan verhalf sie ihren Kolleginnen Ranomi Kromowidjojo, Maud van der Meer und Femke Heemskerk in 3:33,67 min zu Silber in der 4 × 100-m-Freistilstaffel hinter Australien und vor den USA.
2016 nahm Steenbergen erstmalig an Olympischen Spielen teil und startete als Teil der 100 m- und 200 m-Freistilstaffel, sowie über 200 m Lagen, wo sie 34. wurde.
Im Juli 2021 startete sie als Teil der 4 × 100-m-Freistilstaffel im Vorlauf bei den Olympischen Spielen in Tokyo.
Im Dezember 2022 wurde Steenbergen Weltmeisterin über 100 m Lagen bei den Kurzbahnweltmeisterschaften in Melbourne.
Bei den Weltmeisterschaften 2024 in Doha wurde Steenbergen Weltmeisterin über 100 Meter Freistil und mit der 4 × 100 Meter Freistilstaffel.
Bei den Weltmeisterschaften 2025 in Singapur konnte sie ihren Titel über 100 Meter Freistil verteidigen.